# ロマン・ヴァレシュ
ロマン・ヴァレシュ（Roman Valeš、1990年3月6日 - ）は、チェコ・ニンブルク出身のサッカー選手。チェコ1部リーグ・ボヘミアンズ1905所属。ポジションはゴールキーパー。
チェコ代表の世代別代表出場歴を持つ。

## タイトル

### クラブ
FKヤブロネツ
- チェコ・カップ : 1回 (2012-13)
- チェコ・スーパーカップ : 1回 (2013-14)